# Brihaspa tinctalis
Brihaspa tinctalis là một loài bướm đêm trong họ Crambidae.